# Thierberg

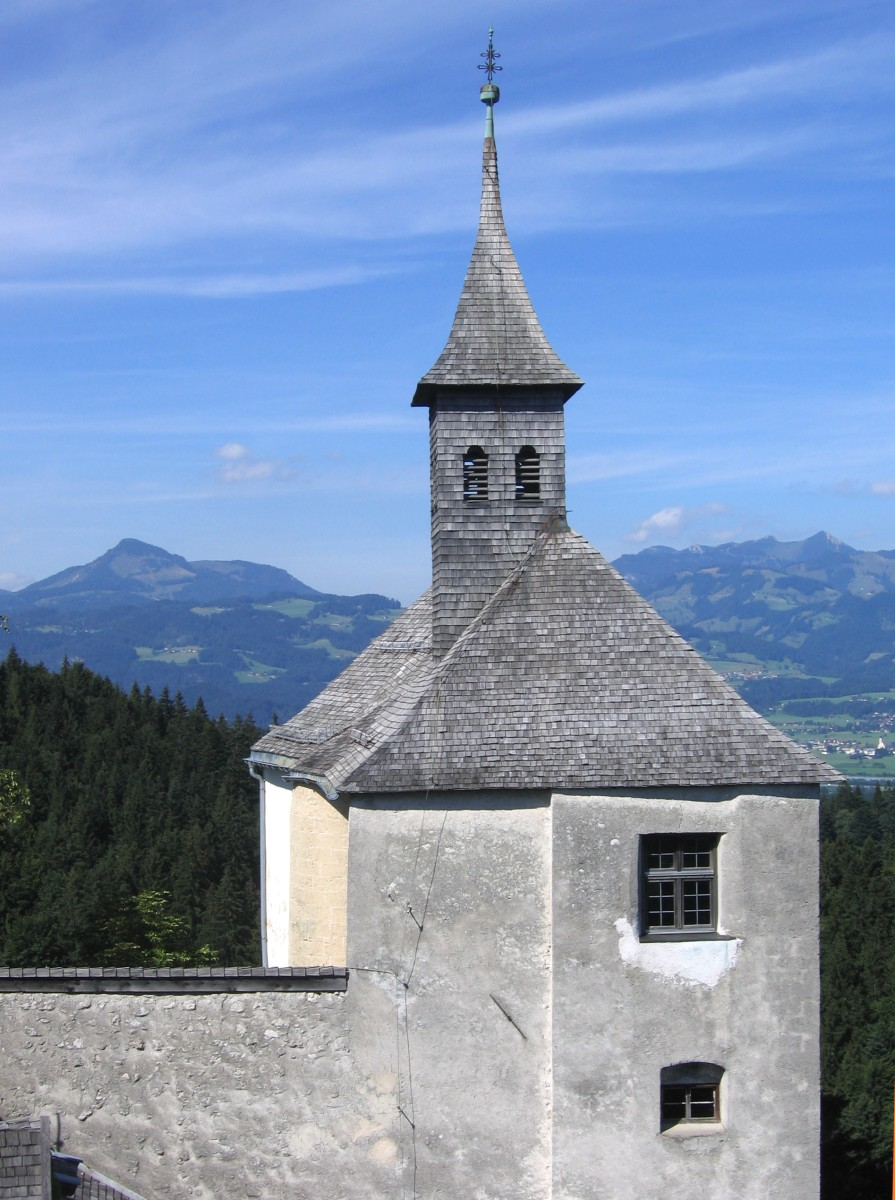
De Thierbergkapelle met op de achtergrond de Spitzstein (links) en de Geigelstein

De Thierberg is een 760 meter hoge berg in de Brandenberger Alpen in het Oostenrijkse Tirol. De berg ligt ten noorden van de Tiroolse stad Kufstein en ten zuiden van de Duitse stad Kiefersfelden. Op de berg, die slechts weinig hoogteverschil kent met de dalhoogte van het Unterinntal, liggen de meren Egelsee, Hechtsee en Längsee.
De Thierberg gaf ook de naam aan het dorp en de voormalige gemeente Thierberg, die op een gegeven moment werd heringedeeld bij de gemeente Kufstein. Op de berg staat ook de burcht Thierberg (721 meter), die rond 1280 werd gebouwd door de familie Freundsberg. Later werd de burcht een waar bedevaartsoord. Verder staat op de berg de Thierbergkapelle.